# Robert Jansson (socialdemokrat)
Carl Robert Jansson (i riksdagen kallad Jansson i Falun), född 7 juni 1868 i Grangärde, död 1 februari 1946 i Falu Kristine församling, var en svensk möbelsnickare och politiker (socialdemokrat).
Jansson var ledamot av Sveriges riksdags andra kammare för Socialdemokraterna 1912–1921, invald i Kopparbergs läns östra valkrets och åren 1922–1940 invald i Kopparbergs läns valkrets. Han var även stadsfullmäktig från 1912 samt hade flera kommunala uppdrag.